# Aue-Kapelle (Hannover)

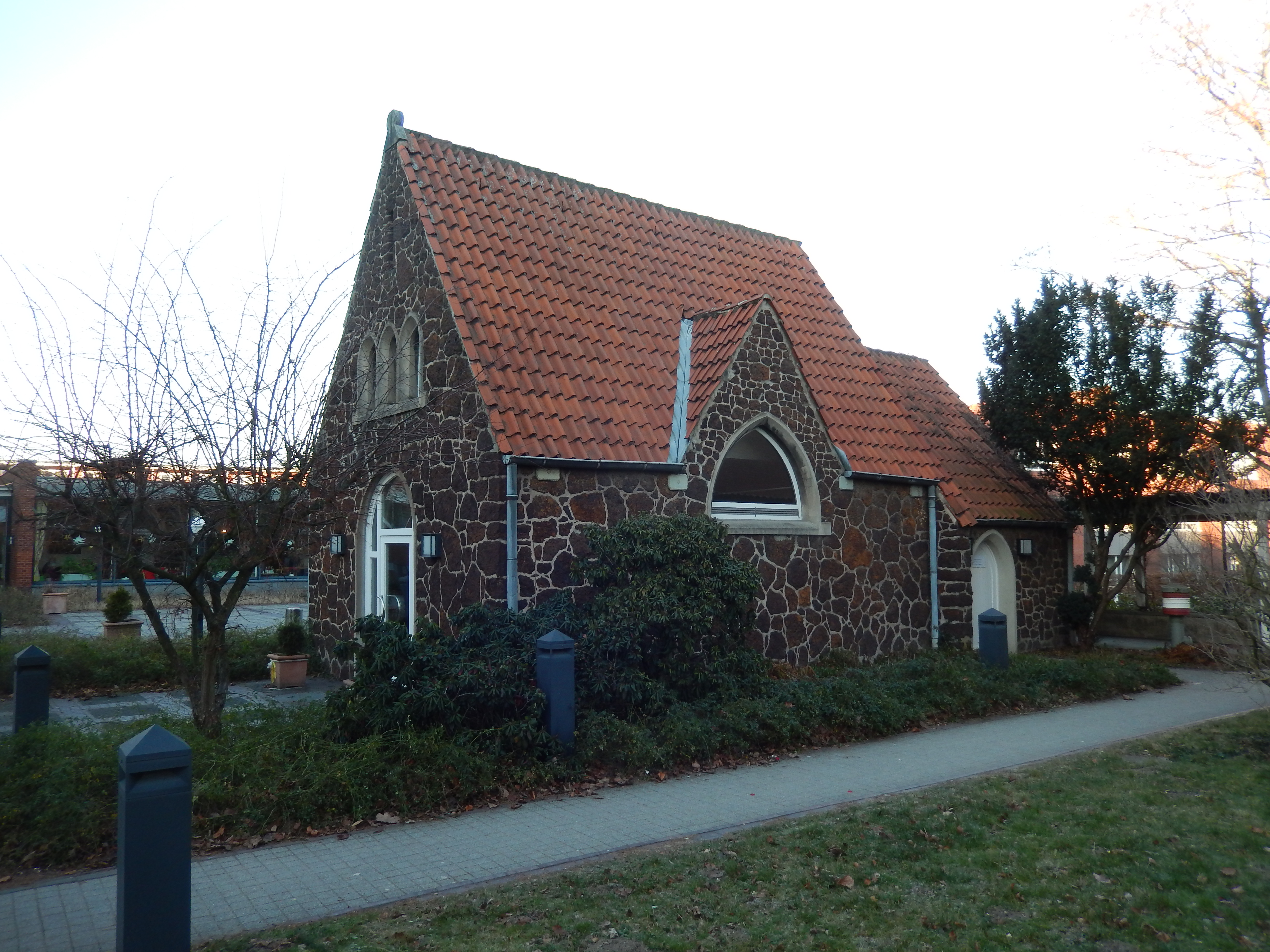
Hannah-Kapelle in Hannover-Kirchrode

Die Aue-Kapelle (auch Hannah- oder Hanna-Kapelle) in Hannover ist eine ehemalige Kapelle der Bethesda-Anlagen der Henriettenstiftung im hannoverschen Stadtteil Kirchrode. Standort des denkmalgeschützten Gebäudes: an der Tiergartenstraße zwischen den Häusern Emmaus und Bethel.

## Geschichte und Beschreibung
Das Gebäude wurde um das Jahr 1900 aus Raseneisenstein errichtet, mutmaßlich anfangs als Leichen-Kapelle für den auf dem Grundstück von Bethesda angelegten Friedhof. Laut der Kunsthistorikerin Doris Böker wurde der rechteckige Chor des kleinen Saalbaus, in dessen östlicher Wand ein Spitzbogenfenster eingebracht wurde, durch Strebepfeiler abgetrennt. Ein Quergiebel mit Spitzbogen-Lünette ziert die Traufseite.
Nachdem der Raum auch für Beschäftigungstherapien genutzt wurde, dient das auch als Haus „Aue“ genannte Gebäude in jüngerer Zeit als stilvoller Saal für Sitzungen und Besprechungen.